# Zoolook
Zoolook este al șaptelea album al lui Jean Michel Jarre, lansat în 1984 prin Disques Dreyfus. Pe album se folosesc tehnici de înregistrare digitale dar și sampling. Este considerat de mulți fani ca fiind cel mai experimental album al artistului. Tonalitatea albumului pare să fie influențată de elemente de "musique concrète" dar și de perioada în care Jean Michel Jarre era studentul lui Pierre Schaeffer.
Piesa "Moon Machine" a fost înregistrată pentru acest album însă nu a fost inclusă pe produsul final; mai târziu a apărut pe suport fotodisc în revista Keyboard Magazine. 

## Tracklist
1. "Ethnicolor" (11:40)
2. "Diva" (7:35)
3. "Zoolook" (3:50)
4. "Wooloomooloo" (3:18)
5. "Zoolookologie" (4:20)
6. "Blah-Blah Cafe" (3:20)
7. "Ethnicolor II" (3:53)

## Single-uri
- "Zoolook" (1984)
- "Zoolookologie" (1985)